# Küstenwache (Fernsehserie)

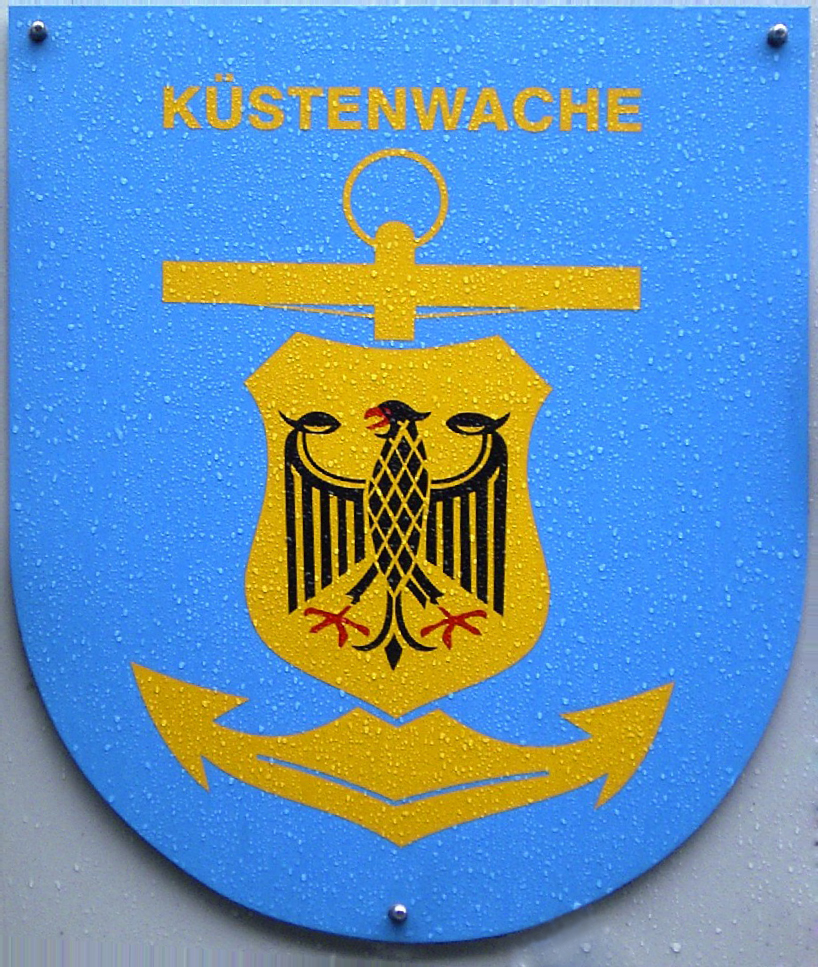
Wappen der Küstenwache des Bundes

Küstenwache ist eine deutsche Fernsehserie, die von April 1997 bis Januar 2016 im ZDF ausgestrahlt wurde. Es handelt sich um eine Krimiserie mit dem Schwerpunkt auf der Darstellung von Kriminalfällen auf See. Ort der Handlung war die deutsche Ostseeküste.
Die Fernsehserie wurde durchschnittlich von rund vier Millionen Zuschauern verfolgt. Es wurden zwischen 1996 und 2014 siebzehn Staffeln mit 299 Episoden produziert.  Mit Ende der Ausstrahlung von Staffel 17 wurde die Krimiserie im Januar 2016 eingestellt.

## Hintergrund
Der Hintergrund der Serie wird am Anfang von der Off-Stimme  erklärt:

„Die Küsten eines Landes sind offene Grenzen, offen für Handel und Tourismus, aber auch für Verbrechen. Um die Sicherheit auf dem Meer zu wahren, haben sich die Bundespolizei (früher: der Bundesgrenzschutz), der Zoll und andere Behörden zu einer Polizei auf See zusammengeschlossen; sie sind die Küstenwache.“

Off-Stimme war in den Staffeln 1 bis 8 Bodo Wolf und von Staffel 9 bis 14 Michael Kind. In den Staffeln 15 bis 17 wurde sie von verschiedenen anderen Sprechern gesprochen.

### Produktion
Produziert wurde die „Küstenwache“ von der OPAL-Filmproduktion GmbH Berlin im Auftrag des ZDF. Es wurden zwischen 1996 und 2014 17 Staffeln produziert.

#### Außenaufnahmen

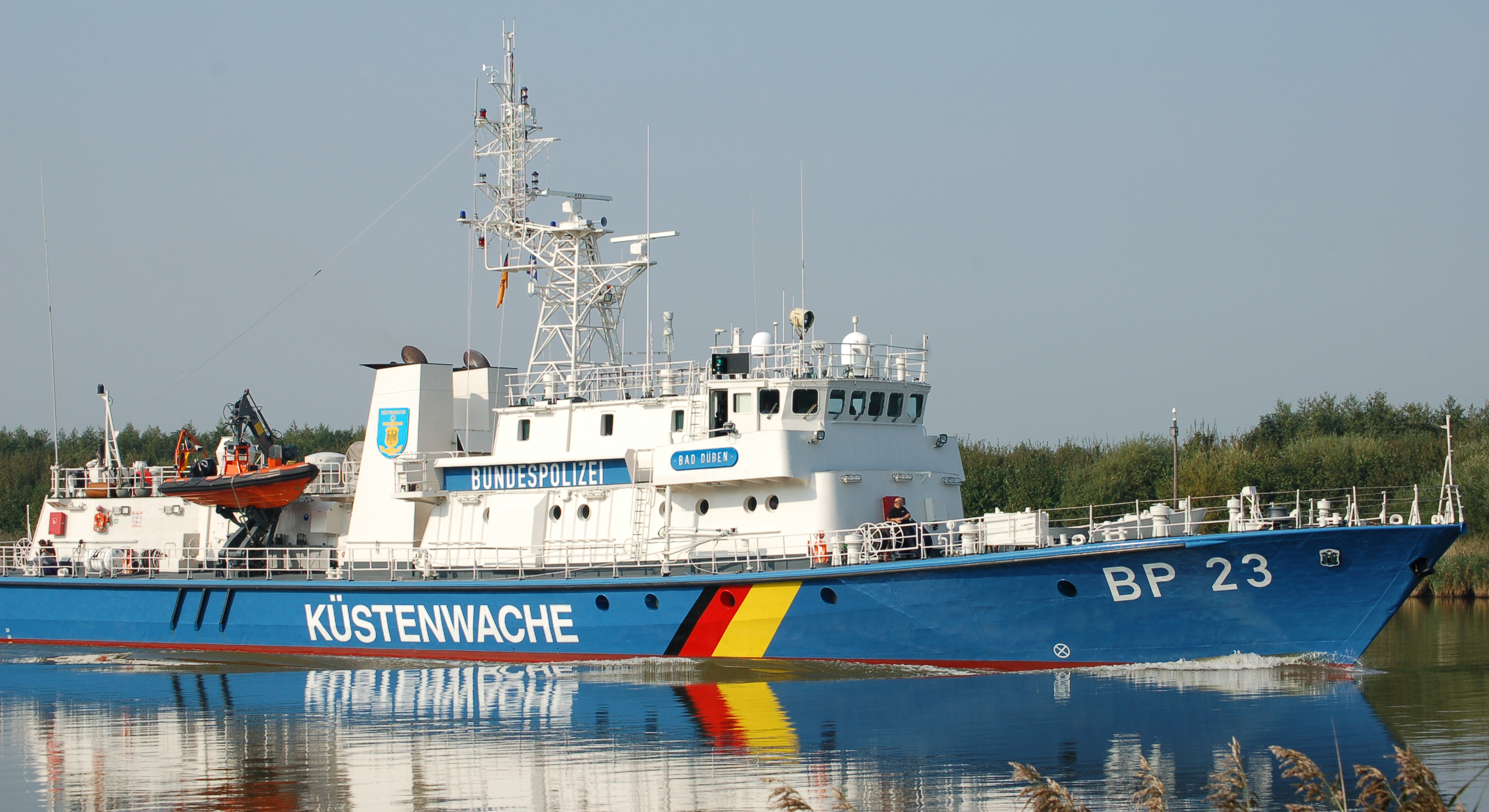
Albatros II, real das Schiff Bad Düben der Küstenwache

Die Aufnahmen auf dem Schiff „Albatros“ wurden bis zur siebten Staffel auf der „Duderstadt“, einem Schiff des Bundesgrenzschutzes, später Bundespolizei, (BG bzw. BP 14) gedreht, das mittlerweile außer Dienst gestellt wurde. Danach wurden die Aufnahmen auf den Nachfolgeschiffen Neustrelitz (BP 22) bzw. Bad Düben (BP 23) erstellt. Ab der Änderung des Drehortes wurde das Schiff als „Albatros II“ bezeichnet.
Die Dreharbeiten gestalteten sich oft schwierig. Zum einen ist auf dem Schiff wenig Platz für die verschiedenen Mitglieder des Filmteams, zum anderen ist das Wetter an der Ostsee wechselhaft. Schließlich kam noch hinzu, dass die Schiffe von der Bundespolizei (Bundespolizeiamt See) nur geliehen waren.
Eine besondere Herausforderung stellte der Dreh der Folge „Götterdämmerung“ dar. Die Dreharbeiten in der Ostsee vor Eckernförde mussten zum Teil unter hohem Seegang ausgeführt werden. Die Deutsche Marine stellte dem ZDF hierfür, zum ersten Mal im deutschen Fernsehen, eines ihrer U-Boote zur Verfügung.

#### Innenaufnahmen
Die Innenaufnahmen der Serie wurden ab Anfang 1996 in Neustadt (Holstein) an der Ostsee gedreht. Dafür wurde zunächst das Studio 1 benutzt, dessen Einrichtung nun in der alten Glückskleefabrik in Neustadt an drehfreien Tagen in den Sommermonaten besichtigt werden konnte. Dadurch, dass die Albatros II größer als die erste Albatros („Duderstadt“) ist, musste das Studio 2 in Neustadt eingerichtet werden, in dem die Innenaufnahmen der neuen Staffeln gedreht wurden.

### Handlung
Die Serie handelt von den Einsätzen einer fiktiven Besatzung eines deutschen Küstenwachschiffes im Ostseegebiet. Die Stammbesatzung besteht seit Serienbeginn aus dem Kapitän Holger Ehlers sowie weiteren wechselnden Darstellern. In weiteren Rollen treten der Leiter der Einsatzzentrale der Küstenwache, Hermann Gruber, und der ehemalige Sanitäter und jetzige Kneipenwirt Kalle Schneidewind auf. Die Handlungsstränge der Serie sind dem Aufgabengebiet der Küstenwache entsprechend in Ostseeküstenorten angesiedelt oder spielen auf Schiffen und Privatyachten. Die gezeigten Kriminalfälle werden überwiegend erfolgreich gelöst und in einer Fernsehfolge abgeschlossen. Dem Charakter einer Polizeiserie entsprechend werden fast alle Formen von schweren Straftaten thematisiert (Mord, Erpressung, Entführung etc.), insbesondere aber auch Vergehen mit maritimem Hintergrund (Schmuggel, Giftmüll-Transporte, Fischerei-Delikte etc.). Die Ermittlungen werden von der Einsatzzentrale in Neustadt koordiniert. In beinahe jeder Folge kommt als operatives Küstenwachschiff die Albatros bzw. Albatros II zum Einsatz.

### Audiodeskription
Seit Januar 2013 wurden neue Episoden der Serie auch als Hörfilm ausgestrahlt.

## Positionen und Rollen

### Kapitän
Von Beginn der Serie an war Holger Ehlers (Rüdiger Joswig) der Kapitän an Bord der Albatros und später auf der Albatros II. Vertreten wurde er ab der 2. Staffel in einigen Episoden durch Hermann Gruber (Michael Kind) sowie ab Episode 77 häufiger durch Thure Sander (Manou Lubowski).
In Episode 273 erhält Ehlers das Angebot, für die UN als Kapitän vor Somalia zu arbeiten und verlässt infolgedessen die Küstenwache. In der darauffolgenden Episode wird Thure Sander der neue Kommandant der Albatros II.

### Wachoffizier
In der ersten Staffel ist Frederike Hansen (Julia Bremermann) der WO an Bord der Albatros. Außerdem ist sie kurz mit Holger Ehlers zusammen. In Episode 14 verabschiedet sie sich und übernimmt das Kommando auf einem Küstenwachboot in der Nordsee. Sie schaut in der 105. Episode als Gast vorbei, mittlerweile ist sie beim Verfassungsschutz. Ihre Nachfolgerin an Bord ist ab Episode 14 Britta Larsen (Christina Greb), sie ist bis zum Anfang der 3. Staffel auf der Albatros. In Episode 28 wird sie im Einsatz erschossen. Ihre Nachfolge tritt in Episode 29 Heike Schenk (Ursula Buschhorn) an, allerdings schluckt diese in Episode 38 bei einem Tauchgang mit Gift versetztes Wasser und liegt einige Zeit im Koma. Ihre Vertretung ist ab Episode 39 Rike Claasen (Nele Woydt). In Episode 40 erwacht Schenk aus dem Koma und quittiert ihren Dienst, sie verlässt die Küstenwache und Rike Claasen wird ihre offizielle Nachfolgerin, diese ist später mit Funker Lorenzen zusammen und erwartet ein Kind von ihm. In der Schwangerschaft macht sie zunächst Innendienst, bevor sie die Küstenwache verlässt. Ihre Nachfolge an Bord tritt in Episode 62 Mona Jürgens (Jasmin Gerat) an. Diese wird in der 8. Staffel (Episode 86) durch Jana Deisenroth (Stefanie Schmid) abgelöst. Nach der 10. Staffel (Episode 127) geht sie nach Cuxhaven und wird zum Kapitän befördert. Ihre Nachfolgerin an Bord ist zwischen Episode 128 und Episode 299 Saskia Berg (Sabine Petzl).

### Smutje und Sanitäter
In den ersten 81 Episoden ist Kalle Schneidewind (Rainer Basedow) Smutje und Sanitäter an Bord der Albatros. Ab Episode 33 wird er ab und zu durch Kai Norge (Andreas Arnstedt) vertreten. Von Episode 68 bis Episode 80 arbeiten beide gleichzeitig an Bord, Norge als Sanitäter und Schneidewind als Smutje. In Episode 81 lässt sich Schneidewind, nachdem er für borduntauglich erklärt wurde, pensionieren, und ab Episode 82 ist Kai Norge sein offizieller Nachfolger an Bord. Schneidewind eröffnet eine Kneipe und tritt fortan in vielen Episoden als Kneipenwirt auf, dabei hat er immer ein offenes Ohr für seine ehemaligen Kollegen. In der sechzehnten Staffel ist er immer seltener zu sehen, seinen bisher letzten Auftritt hat er in Episode 273. In Episode 278 steigt Norge aus, um mit seiner Freundin in das Zeugenschutzprogramm zu gehen. Seitdem gibt es keinen Smutje und Sanitäter mehr an Bord der Albatros II.

### Leitender Maschinist
Von Beginn der Serie bis Episode 212 war Wolfgang Unterbaur (Elmar Gehlen) Leitender Maschinist an Bord der Albatros und später an Bord der Albatros II, um anschließend in den vorzeitigen Ruhestand zu wechseln, um eine Weltreise zu machen. Von dieser kehrt er in der 15. Staffel zurück und besucht seine alten Kollegen, später besucht er dann zum Abschied von Holger Ehlers in Episode 273 die Crew wieder. Ab Episode 215 ist Marten Feddersen (Andreas Dobberkau) der neue Leitende Maschinist an Bord der Albatros II.

### Bootsfrau
In den ersten 13 Episoden ist Rita Friesen (Lena Lessing) die Bootsfrau an Bord der Albatros. Sie geht jedoch in Mutterschaft. Ihre Nachfolge übernimmt ab Episode 14 Anke Diekmann (Anke Kortemeier). Bis einschließlich Episode 23 ist sie zu sehen, danach taucht sie nicht mehr auf. Es wird gesagt, dass die ebenfalls Mutter wird und sie durch Simone von Ahlbeck (Miriam Smolka) ersetzt. Diese hat in der 3. Staffel (Episode 35) ihren letzten Einsatz und geht anschließend mit Funker Kramer in einen Sondereinsatz in den Kosovo. Ab Episode 36 ist Julia Sandhoff (Katja Frenzel) neue Bootsfrau. Jedoch wird sie bei einem Einsatz verletzt und in Episode 66 durch Lili Carlson (Sandra S. Leonhard) abgelöst. Nach ihrer Ablösung schiebt Sandhoff zunächst Innendienst und arbeitet später in Schneidewinds Kneipe. Sie und Funker Kamp heiraten auf der Albatros. In Episode 97 steigt Carlson aus, ihre Position wird in Episode 98 durch Alex Johannson (Aline Hochscheid) übernommen. Diese stirbt jedoch in Episode 163, ab Episode 164 ist Leonie Stern (Annekathrin Bach) ihre Nachfolgerin. In Episode 232 steigt sie aus und wechselt zur Krisenintervention. Ihr folgt ab Episode 233 Pia Cornelius (Lara-Isabelle Rentinck). Seither ist sie die neue Bootsfrau der Küstenwache.

### Funker
In den ersten 23 Episoden ist Rolf Hohmann (Gregor Weber) Funker an Bord der Albatros. Aus privaten Gründen verlässt er nach Episode 23 die Küstenwache und quittiert seinen Dienst. Ab Episode 24 ist Paul Kramer (Pascal Lalo) der Nachfolger von Hohmann. Er steigt in Episode 35 jedoch wieder aus, da er mit Simone von Ahlbeck bei einem Sondereinsatz im Kosovo ist. In Episode 36 übernimmt Erik Lorenzen (Jan Sosniok) die Position des Funkers. In Episode 48 lässt er sich versetzen, taucht jedoch noch weiter als Gast auf, weil er mit Rike Claasen zusammen ist. In dieser Episode 48 übernimmt Janis „Jan“ Kamp (Patrick Gräser) die Position des Funkers. Bis Episode 89 ist er zu sehen, verlässt dann die Küstenwache, um für Julia Sandhoff und seine neugeborene Tochter da zu sein. Er war der letzte Funker an Bord der Albatros. Seit dem Wechsel zur Albatros II ist der Funk auf der Schiffsbrücke, und in der Zentrale sitzt ein Kommunikationstechniker.

### Kommunikationstechniker
Diese Position gibt es erst seit Einführung der Albatros II (Staffel 8). Nils Krüger (Ralph Kretschmar) übernimmt in Episode 92 diese Position. In Episode 157 quittiert er seinen Dienst. Seine Nachfolge tritt in Episode 158 Benjamin (Ben) Asmus (Max Florian Hoppe) an. Seit seinem Ausstieg ist Krüger mehrfach als Nebendarsteller zu sehen.

### Küstenwachen-Leiter
In den ersten 17 Episoden ist Kurt Weber (Bodo Wolf) Leiter der Küstenwache. In Episode 17 arbeitet er jedoch aus einer Notlage heraus gegen die Küstenwache und wird suspendiert. Sein Nachfolger als Leiter der Küstenwache wurde Hermann Gruber (Michael Kind).

## Rolleneinteilung nach Staffeln
| Küstenwachen-Leiter     |                 |                 |                 |                 |                 |                 |                 |                 |                 |                 |                 |                 |                 |                 |                 |                 |                 |
| Kurt Weber              |                 |                 |                 |                 |                 |                 |                 |                 |                 |                 |                 |                 |                 |                 |                 |                 |                 |
| Hermann Gruber          |                 |                 |                 |                 |                 |                 |                 |                 |                 |                 |                 |                 |                 |                 |                 |                 |                 |
| Kapitän                 |                 |                 |                 |                 |                 |                 |                 |                 |                 |                 |                 |                 |                 |                 |                 |                 |                 |
| Holger Ehlers           |                 |                 |                 |                 |                 |                 |                 |                 |                 |                 |                 |                 |                 |                 |                 |                 |                 |
| Thure Sander            |                 |                 |                 |                 |                 |                 |                 |                 |                 |                 |                 |                 |                 |                 |                 |                 |                 |
| Leitender Maschinist    |                 |                 |                 |                 |                 |                 |                 |                 |                 |                 |                 |                 |                 |                 |                 |                 |                 |
| Wolfgang Unterbaur      |                 |                 |                 |                 |                 |                 |                 |                 |                 |                 |                 |                 |                 |                 |                 |                 |                 |
| Marten Feddersen        |                 |                 |                 |                 |                 |                 |                 |                 |                 |                 |                 |                 |                 |                 |                 |                 |                 |
| Wachoffizier            |                 |                 |                 |                 |                 |                 |                 |                 |                 |                 |                 |                 |                 |                 |                 |                 |                 |
| Frederike Hansen        |                 |                 |                 |                 |                 |                 |                 |                 |                 |                 |                 |                 |                 |                 |                 |                 |                 |
| Britta Larsen †         |                 |                 |                 |                 |                 |                 |                 |                 |                 |                 |                 |                 |                 |                 |                 |                 |                 |
| Heike Schenk            |                 |                 |                 |                 |                 |                 |                 |                 |                 |                 |                 |                 |                 |                 |                 |                 |                 |
| Rike Claasen            |                 |                 |                 |                 |                 |                 |                 |                 |                 |                 |                 |                 |                 |                 |                 |                 |                 |
| Mona Jürgens            |                 |                 |                 |                 |                 |                 |                 |                 |                 |                 |                 |                 |                 |                 |                 |                 |                 |
| Jana Deisenroth         |                 |                 |                 |                 |                 |                 |                 |                 |                 |                 |                 |                 |                 |                 |                 |                 |                 |
| Saskia Berg             |                 |                 |                 |                 |                 |                 |                 |                 |                 |                 |                 |                 |                 |                 |                 |                 |                 |
| Bootsfrau               |                 |                 |                 |                 |                 |                 |                 |                 |                 |                 |                 |                 |                 |                 |                 |                 |                 |
| Rita Friesen            |                 |                 |                 |                 |                 |                 |                 |                 |                 |                 |                 |                 |                 |                 |                 |                 |                 |
| Anke Diekmann           |                 |                 |                 |                 |                 |                 |                 |                 |                 |                 |                 |                 |                 |                 |                 |                 |                 |
| Simone von Ahlbeck      |                 |                 |                 |                 |                 |                 |                 |                 |                 |                 |                 |                 |                 |                 |                 |                 |                 |
| Julia Sandhoff          |                 |                 |                 |                 |                 |                 |                 |                 |                 |                 |                 |                 |                 |                 |                 |                 |                 |
| Lili Carlson            |                 |                 |                 |                 |                 |                 |                 |                 |                 |                 |                 |                 |                 |                 |                 |                 |                 |
| Alex Johannson †        |                 |                 |                 |                 |                 |                 |                 |                 |                 |                 |                 |                 |                 |                 |                 |                 |                 |
| Leonie Stern            |                 |                 |                 |                 |                 |                 |                 |                 |                 |                 |                 |                 |                 |                 |                 |                 |                 |
| Pia Cornelius           |                 |                 |                 |                 |                 |                 |                 |                 |                 |                 |                 |                 |                 |                 |                 |                 |                 |
| Smutje & Sanitäter      |                 |                 |                 |                 |                 |                 |                 |                 |                 |                 |                 |                 |                 |                 |                 |                 |                 |
| Kalle Schneidewind      |                 |                 |                 |                 |                 |                 |                 |                 |                 |                 |                 |                 |                 |                 |                 |                 |                 |
| Kai Norge               |                 |                 |                 |                 |                 |                 |                 |                 |                 |                 |                 |                 |                 |                 |                 |                 |                 |
| Funker                  |                 |                 |                 |                 |                 |                 |                 |                 |                 |                 |                 |                 |                 |                 |                 |                 |                 |
| Rolf Hohmann            |                 |                 |                 |                 |                 |                 |                 |                 |                 |                 |                 |                 |                 |                 |                 |                 |                 |
| Paul Kramer             |                 |                 |                 |                 |                 |                 |                 |                 |                 |                 |                 |                 |                 |                 |                 |                 |                 |
| Erik Lorenzen           |                 |                 |                 |                 |                 |                 |                 |                 |                 |                 |                 |                 |                 |                 |                 |                 |                 |
| Janis Kamp              |                 |                 |                 |                 |                 |                 |                 |                 |                 |                 |                 |                 |                 |                 |                 |                 |                 |
| Kommunikationstechniker |                 |                 |                 |                 |                 |                 |                 |                 |                 |                 |                 |                 |                 |                 |                 |                 |                 |
| Nils Krüger             |                 |                 |                 |                 |                 |                 |                 |                 |                 |                 |                 |                 |                 |                 |                 |                 |                 |
| Benjamin Asmus          |                 |                 |                 |                 |                 |                 |                 |                 |                 |                 |                 |                 |                 |                 |                 |                 |                 |
| Legende (Farbbedeutung) |                 |                 |                 |                 |                 |                 |                 |                 |                 |                 |                 |                 |                 |                 |                 |                 |                 |
| Hauptdarsteller         | Nebendarsteller | Nebendarsteller | Nebendarsteller | Nebendarsteller | Nebendarsteller | Nebendarsteller | Nebendarsteller | Nebendarsteller | Nebendarsteller | Nebendarsteller | Nebendarsteller | Nebendarsteller | Nebendarsteller | Nebendarsteller | Nebendarsteller | Nebendarsteller | Nebendarsteller |

## Besetzung

### Hauptdarsteller
geordnet in der Reihenfolge des Einstiegs.
| Schauspieler           | Rolle | Episoden                             | Staffeln          | Zeitraum                           |
| ---------------------- | --- | ------------------------------------ | ----------------- | ---------------------------------- |
| Lena Lessing           | Polizeiobermeisterin im BGS a. D. Rita Friesen (Bootsfrau)                                                     | 1–13 20                              | 1 2               | 1997 1999                          |
| Julia Bremermann       | Polizeikommissarin im BGS Frederike Hansen (Wachoffizierin)                                                    | 1–14 105                             | 1–2 9             | 1997–1999 2006                     |
| Rüdiger Joswig         | Erster Polizeihauptkommissar (früher: Polizeihauptkommissar) Holger Ehlers (Kapitän)                           | 1–273                                | 1–16              | 1997–2014                          |
| Bodo Wolf              | Erster Polizeihauptkommissar im BGS a. D. Kurt Weber (Einsatzleiter)                                           | 1–17                                 | 1–2               | 1997–1999                          |
| Gregor Weber           | Polizeimeister im BGS a. D. Rolf Hohmann (Funker)                                                              | 1–23                                 | 1–2               | 1997–1999                          |
| Elmar Gehlen           | Polizeioberkommissar a. D. Wolfgang Unterbaur (Leitender Maschinist)                                           | 1–212 238–239 273                    | 1–14 15 16        | 1997–2011 2011–2012 2014           |
| Rainer Basedow         | Kneipenwirt, Polizeiobermeister im BGS a. D. Kalle Schneidewind (Smutje und Sanitäter)                         | 1–82 (Hauptrolle) 83–198 221 239 273 | 1–7 8–13 14 15 16 | 1997–2004 2005–2010 2011 2012 2014 |
| Anke Kortemeier        | Polizeikommissarin im BGS Anke Diekmann (Bootsfrau)                                                            | 14–23                                | 2                 | 1999                               |
| Christina Greb         | Polizeioberkommissarin im BGS Britta Larsen † (Wachoffizierin)                                                 | 14–28                                | 2–3               | 1999–2000                          |
| Michael Kind           | Polizeirat (früher: Polizeihauptkommissar; später Erster Polizeihauptkommissar) Hermann Gruber (Einsatzleiter) | 17–299                               | 2–17              | 1999–2016                          |
| Pascal Lalo            | Polizeimeister im BGS Paul Kramer (Funker)                                                                     | 24–35                                | 3                 | 2000                               |
| Miriam Smolka          | Polizeikommissarin im BGS Simone von Ahlbeck (Bootsfrau)                                                       | 24–35                                | 3                 | 2000                               |
| Ursula Buschhorn       | Polizeioberkommissarin im BGS a. D. Heike Schenk (Wachoffizierin)                                              | 29–40                                | 3–4               | 2000–2001                          |
| Andreas Arnstedt       | Polizeiobermeister a. D. Kai Norge (Smutje und Sanitäter)                                                      | 33, 35 67–278                        | 3 6–17            | 2000 2003–2014                     |
| Katja Frenzel          | Polizeikommissarin im BGS a. D. Julia Sandhoff (Bootsfrau)                                                     | 36–65 68–89                          | 4–6 6–8           | 2001–2003 2003–2005                |
| Jan Sosniok            | Polizeimeister im BGS Eric Lorenzen (Funker und Waffenwart)                                                    | 36–49 60                             | 4–5 6             | 2001–2002 2003                     |
| Nele Woydt             | Polizeioberkommissarin im BGS Rike Claasen (Wachoffizierin)                                                    | 39–61 63 72                          | 4–6 6 7           | 2001–2003 2003 2004                |
| Patrick Gräser         | Polizeimeister a. D. Janis „Jan“ Kamp (Funker)                                                                 | 48–89, 97                            | 5–8               | 2002–2005                          |
| Jasmin Gerat           | Polizeioberkommissarin im BGS Mona Jürgens (Wachoffizierin)                                                    | 62–85                                | 6–8               | 2003–2005                          |
| Sandra S. Leonhard     | Polizeikommissarin Lili Carlson (Bootsfrau)                                                                    | 66–97 198                            | 6–8 13            | 2003–2005 2010                     |
| Manou Lubowski         | Erster Polizeihauptkommissar (früher: Polizeioberkommissar) Thure Sander (Kapitän)                             | 77–258 (wiederkehrend) 274–299       | 7–16 16–17        | 2004–2013 2014–2016                |
| Stefanie Schmid        | Polizeioberkommissarin Jana Deisenroth (Wachoffizierin)                                                        | 86–127                               | 8–10              | 2005–2007                          |
| Ralph Kretschmar       | Polizeiobermeister a. D. Nils Krüger (Kommunikationstechniker)                                                 | 90–157 220 252, 265                  | 8–12 14 16 17     | 2005–2008 2011 2013 2015           |
| Aline Hochscheid       | Polizeikommissarin Alexandra „Alex“ Johannson † (Bootsfrau)                                                    | 98–163                               | 9–12              | 2006–2009                          |
| Annekathrin Bach       | Polizeikommissarin a. D. Leonie Stern (Bootsfrau)                                                              | 164–232                              | 12–15             | 2009–2011                          |
| Sabine Petzl           | Polizeioberkommissarin Saskia Berg (Wachhabende)                                                               | 128–299                              | 11–17             | 2007–2016                          |
| Max Florian Hoppe      | Polizeiobermeister Benjamin „Ben“ Asmus (Kommunikationstechniker)                                              | 158–299                              | 12–17             | 2008–2016                          |
| Andreas Dobberkau      | Polizeioberkommissar Marten Feddersen (Leitender Maschinist)                                                   | 215–299                              | 14–17             | 2011–2016                          |
| Lara-Isabelle Rentinck | Polizeikommissarin Pia Cornelius (Bootsfrau)                                                                   | 233–299                              | 15–17             | 2011–2016                          |

### Wiederkehrende Darsteller
geordnet in der Reihenfolge des Einstiegs.
| Schauspieler        | Rolle                           | Episoden   | Staffeln | Zeitraum       |
| ------------------- | ------------------------------- | ---------- | -------- | -------------- |
| Gisela Hahn         | Ingrid Ehlers                   | 1–4        | 1        | 1997           |
| Eva Habermann       | Animateurin Maike Gerber        | 1–6        | 1        | 1997           |
| Jan Sosniok         | Rettungsschwimmer Dette Müller  | 1–6        | 1        | 1997           |
| Sebastian Reznicek  | Erik Ehlers †                   | 1–8        | 1        | 1997           |
| Max Urlacher        | Erik Ehlers †                   | 67         | 6        | 2003           |
| Astrid M. Fünderich | Meeresbiologin Liv Osterhus     | 35–45 83   | 3–4 8    | 2000–2001 2005 |
| Saskia Valencia     | Meeresbiologin Maja Lieven      | 98–179     | 8–13     | 2005–2009      |
| Elga Schütz         | KTU-Beamte (2010: Erika Schütz) | 99–115 194 | 9–10 13  | 2006 2010      |
| Gisa Zach           | Journalistin Henrike Matani     | 189–273    | 13–16    | 2010–2013      |

### Prominente Nebenrollen (Auswahl)
- Ursula Andermatt
- Sarah Berg
- Edgar Bessen
- Arthur Brauss
- Patrick von Blume
- Wayne Carpendale
- Mareike Carrière
- Mathieu Carrière
- Nino de Angelo
- Sanna Englund
- Bruno Eyron
- Uwe Fellensiek
- Niki Finger
- Francis Fulton-Smith
- Ilona Grübel
- Raimund Harmstorf
- Hannes Hellmann
- Steffen Henssler
- Lutz Herkenrath
- Nina Hoger
- Dietrich Hollinderbäumer
- Jochen Horst
- Horst Janson
- Günther Kaufmann
- Mike Krüger
- Hardy Krüger jr.
- Horst Kummeth
- Volker Lechtenbrink
- Heinz Lieven
- Ralf Möller
- Dirk Martens
- Christina Plate
- Janin Reinhardt
- Ralf Richter
- Claude-Oliver Rudolph
- Tina Ruland
- Saskia Fischer
- Sophie Schütt
- Axel Schulz
- Martin Semmelrogge
- Jessica Stockmann-Stich
- Stephanie Stumph
- Tanja Szewczenko
- Carin C. Tietze
- Lisa Tomaschewsky
- Timmi Trinks
- Raphaël Vogt
- Katharina Wackernagel
- Maxi Warwel
- Klaus Wennemann
- Katja Woywood
- Rolf Zacher
- Helmut Zierl
- Hanns Zischler
- Indira Weis
- Katja Weitzenböck
- Claudia Wenzel

## Vermarktung
Die auch im Ausland erfolgreiche Serie wurde unter anderem in Tschechien, Russland, Italien, Lettland und Ungarn gezeigt. Die ersten 36 Episoden wurden nach Frankreich sowie in französischsprachige Gebiete weltweit verkauft. Die Pay-TV-Rechte wurden ins komplette Baltikum sowie nach Kroatien, Polen, Rumänien, Russland, Serbien, in die Slowakei und nach Slowenien verkauft. Auch im deutschsprachigen Pay-TV-Raum wurde die Serie verkauft und war z. B. auf Premiere Krimi, jetzt Sky Krimi, zu sehen. Alle 17 Staffeln, sowie 3 Sammler- und 3 Collector’s Editionen, sind auf DVD erschienen.

## Rezeption
Michael Reufsteck und Stefan Niggemeier kamen in ihrem Werk Das Fernsehlexikon. Alles über 7000 Sendungen von Ally McBeal bis zur ZDF Hitparade zu der Einschätzung, dass es sich bei der Fernsehserie Küstenwache um eine „[a]ction- und erfolgreiche Serie, die sich im Lauf der Jahre immer aufwändigere Produktionen leistete“ handelt, bei welcher allerdings „[m]erkwürdiger […] eine enorme Fluktuation, was das Personal angeht“ herrscht.